# Caja de Muertos
Caja de Muertos és una illa inhabitada de la costa del sud de Puerto Rico, en el municipi de Ponce. L'illa està protegida com a reserva natural pel trànsit de la seva tortuga nadiua. Excursionistes i banyistes freqüenten l'illa, a la que es pot arribar amb transbordador des de la platja de Ponce. Juntament amb Cardona, Ratones, Morrillito, Isla del Frio, Gatas, i la Isla de Jueyes, Caja de Muertos és una de les set illes adscrites al municipi de Ponce.
Està ubicada a 8,4 km al sud de la costa porto-riquenya i és part del barri de la Platja de Ponce, Puerto Rico. L'illa va ser designada com a Reserva Natural protegida el 1980. La protecció és principalment a causa del trànsit de la seva tortuga, espècie que es troba en perill d'extinció

## Geografia i clima
L'illa mesura 2,75 km de llarg, des del nord-est fins al sud-oest, i fins a 860 m d'amplada (560 m de mitjana). Té una àrea d'1,54 km². Molt a prop és l'illa de Morrillito a 180 km² cap al sud-oest, amb 0,04 km², i l'illa Berbería, a 6,2 km al nord-est, amb 0,30 km², ambdues formen part part de la Reserva Natural de Caja de Muertos.. Berbería pertany al barri de Rio Cañas Abajo pertanyent al municipi de Juana Díaz.
El clima és sec i l'illa té un bosc sec. Disposa d'un far en funcionament, el far Caja de Muertos, construït el 1887 i automatitzat el 1945 ubicat sobre el turó més alt de l'illa localitzat a l'extrem sud-oest.

## Característiques
L'illa té quatre platges: Pelicano, Playa Larga, Carrucho, i Guàrdia de Costa. L'illa no té cap resident permanent, però el Govern de Puerto Rico té un equip del Departament de Recursos Naturals i personal de seguretat. El 1899, va registrar una població permanent de 64 residents, però des de llavors no hi ha residents.

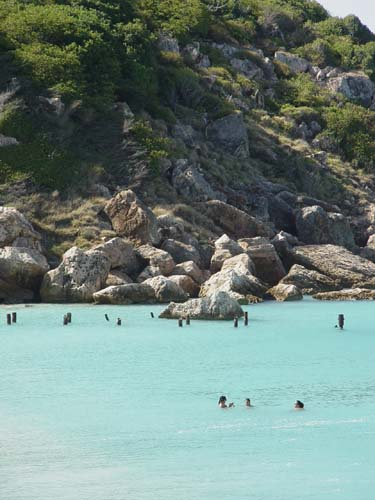
Banyistes a la platja de Pelicano a Caja de Muertos

## Origen del nom
La versió oficial de l'origen del nom, establerta pel Departament de Recursos Naturals de Puerto Rico, s'atribueix al segle xviii quan l'escriptor francès Jean-Baptiste Labat  la va anomenar Coffre Un sócorr (Caixa de Morts), fent referència al fet que quan l'illa és vista des de la part sud de Puerto Rico, dona la impressió de veure un mort que posa en un planell."
Des de 1511, l'illa ha estat anomenada amb diferents noms incloent-hi: Isla Abeiranas, Abairianay, Antías, utías, Yautías, Utías, Abeianay, Angulo, Isla Bestia, i Isla del Tesoro, a més de les traduccions com Coffre Un sócorr, Deadman Pit, i Illa de Taüt.

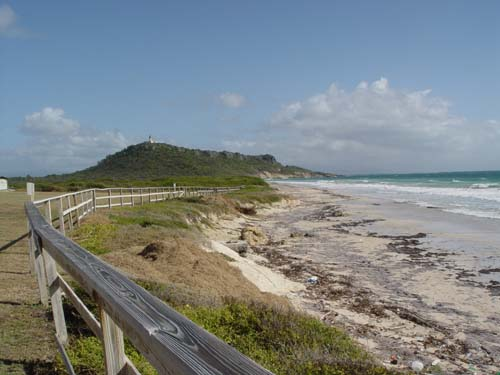
Playa Larga, part de l'àrea protegida de l'illa